# Edouard Neelemans
Edouard Louis Neelemans (Eeklo, 19 november 1820 - 6 november 1899) was een Belgisch industrieel, historicus en politicus.

## Levensloop
Neelemans was een van de vier zoons van Jean-Baptiste Neelemans (Aalter 1875 - Eeklo 1860) en Louise d'Havé. Neelemans senior stichtte een textielbedrijf in Eeklo en werd welvarend. Zij broer Isidoor Neelemans was concessiehouder van verschillende spoorlijnen in België en oprichter van de gasdistributie in de streek van Eeklo. Edouard Neelemans werd gemeenteraadslid (1872), schepen en burgemeester (1882-1884) van Eeklo. Hij was ook provincieraadslid van Oost-Vlaanderen (1875-1884).
In 1852 was Neelemans een van de stichters en de penningmeester van de Conferentie van Sint-Vincentius à Paulo in Eeklo. In 1872 organiseerde hij een stoet rond de verering van Onze-Lieve-Vrouw-ten-Doorn. In 1875 werd hij medestichter en vicevoorzitter van het Davidsfonds in 1875, tevens was hij bestuurslid van het Genootschap voor Geschiedenis te Brugge vanaf 1867.
Op zijn initiatief werd een klooster van Arme Claren gesticht in Eeklo, vanuit het Clarissenklooster van Brugge. Neelemans had zelf twee dochters die ingetreden waren in deze Orde. Hij schonk de grond naast zijn woning en fabriek voor de bouw van het nieuwe klooster. De Eerstesteenlegging vond plaats in 1891 en de gebouwen waren voltooid en werden ingewijd in 1893. Het klooster verdween in 2003. De laatste negen monialen vertrokken naar een Clarissenklooster in Boom.

## Publicaties
- Van de plichten der menschen. Redevoering van een jongeling (vertaling van een tekst van Silvio Pellico), Gent, 1850.
- Geschiedenis der stad Eecloo, Deel I, Gent, 1859.
- Geschiedenis der stad Eecloo. Verzameling van charters, kronyken en andere geschiedkundige stukken, Deel II, 1865.
- Tijdrekenkundige naemlijst der baljuws, greffiers, tresoriers, burgemeesters en schepenen der stede, keure en vrijheden van Eecloo en parochie van Lembeke van den jare 1249 tot 1796 (...), Gent & Eekloo, [1865].
- Geschiedenis der gemeente Lembeke, Gent, 1872.
- Programma van de historisch-godsdienstige ommegang ter gelegenheid van het 425-jarig jubelfeest van het Miraculeus Beeld van Onze-Lieve-Vrouw ten Doorn (...) in Eeklo, Eeklo, 1873.